# Dana McVicker
Dana McVicker (Baltimora, 1963) è una cantautrice statunitense.

## Biografia
Nel corso della sua carriera Dana McVicker ha accumulato quattro ingressi nella Hot Country Songs. Nel 1988 è stata candidata agli ACM Awards come miglior nuova artista femminile. È stata inoltre corista e autrice per cantanti come Travis Tritt e Reba McEntire.

## Discografia

### Album in studio
- 1988 – Dana McVicker
- 2011 – Back

### Singoli
- 1987 – I'd Rather Be Crazy
- 1987 – Call Me a Fool
- 1988 – Rock-a-Bye Heart
- 1988 – I'm Loving the Wrong Man Again